# Protopolybia chartergoides
Protopolybia chartergoides är en getingart som först beskrevs av Giovanni Gribodo 1891.
Protopolybia chartergoides ingår i släktet Protopolybia och familjen getingar.

## Underarter
Arten delas in i följande underarter:
- Protopolybia chartergoides boshelli
- Protopolybia chartergoides cinctella
- Protopolybia chartergoides isthmensis